# مسجد بامنار (كرمان)
مسجد بامنار (بالفارسية: مسجد پامنار) مرتبط بآل مظفر ويقع في كرمان.